# D(+)-xilosio
Lo D(+)-xilosio è un carboidrato a cinque atomi di carbonio (pentoso). È chiamato comunemente zucchero di legno in  quanto ottenuto dalla parte ricca dello xilano di emicellulosa dalle pareti della cellula e dalla fibra della pianta stessa.
A temperatura ambiente è sotto forma di polvere bianca inodore ed è solubile in acqua, come tutti i carboidrati.
Prende parte alla costituzione di alcuni saccaridi di congiungimento dei proteoglicani.